# Zabłocie-Kolonia
Zabłocie-Kolonia – wieś w Polsce, położona w województwie lubelskim, w powiecie bialskim, w gminie Kodeń.
W latach 1975–1998 miejscowość administracyjnie należała do województwa bialskopodlaskiego. 
Wieś jest sołectwem w gminie Kodeń. Według Narodowego Spisu Powszechnego (III 2011 r.) liczyła 50 mieszkańców i była dwunastą co do wielkości miejscowością gminy Kodeń.